# Pleurothallis subsinuata
Pleurothallis subsinuata är en orkidéart som beskrevs av John Lindley. Pleurothallis subsinuata ingår i släktet Pleurothallis och familjen orkidéer. Inga underarter finns listade i Catalogue of Life.